# Sakuya Konohana

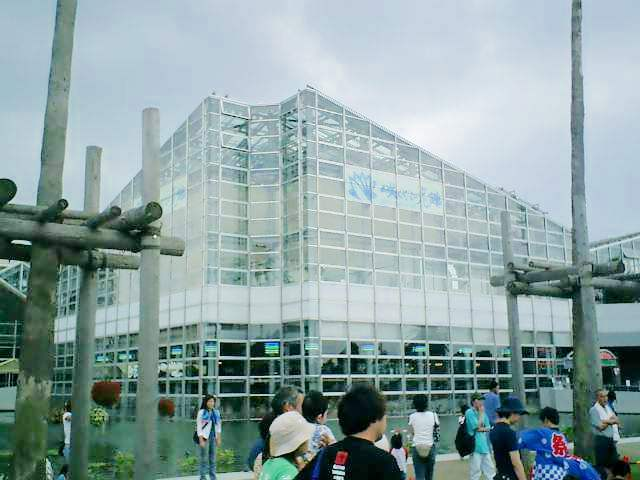
Invernadero del Jardín Botánico de Osaka.

El Sakuya Konohana Kan (en japonés デジタル植物園) es un Jardín botánico localizado en las afueras de Osaka, Japón. Este invernadero construido con motivo de la Expo70 tiene una extensión de 6900 metros cuadrados y una altura máxima de 30m. Las 15,000 plantas de 2,600 variedades distintas, hacen de este jardín uno de los mayores invernaderos del mundo. 

## Localización
Su dirección es Ryokuchikoen, Tsurumi-ku, en la ciudad de Osaka.
Se encuentra dentro del parque Tsurumiryokuchi.
- Partiendo del Suburbano Nagahori Tsurumi-Ryokuchi Línea en dirección a la estación Kyobashi. se tarda después andando unos 9 minutos en llegar.

y en la estación Tsurumi-Ryokuchi se tarda unos 15 minutos. 

## Historia
La construcción del "Sakuya Konohana Kan" (Gran Invernadero), uno de los mayores invernaderos del mundo, comenzó en junio de 1987, y se completó en marzo de 1989. Así Sakuya Konohana Kan se convirtió en el mayor invernadero de Japón. Construido como el mayor pabellón de la Expo '90, consta de más de 5,000 paneles de cristal que le dan al edificio la apariencia de una flor (un lirio de agua), flotando en un estanque, una escena por lo demás que se puede observar en el parque donde se encuentra emplazado el antiguo Parque Tsurumi Ryokuchi. 
El total de espacio interior disponible del invernadero es de unos 6,900 m².

## Colecciones

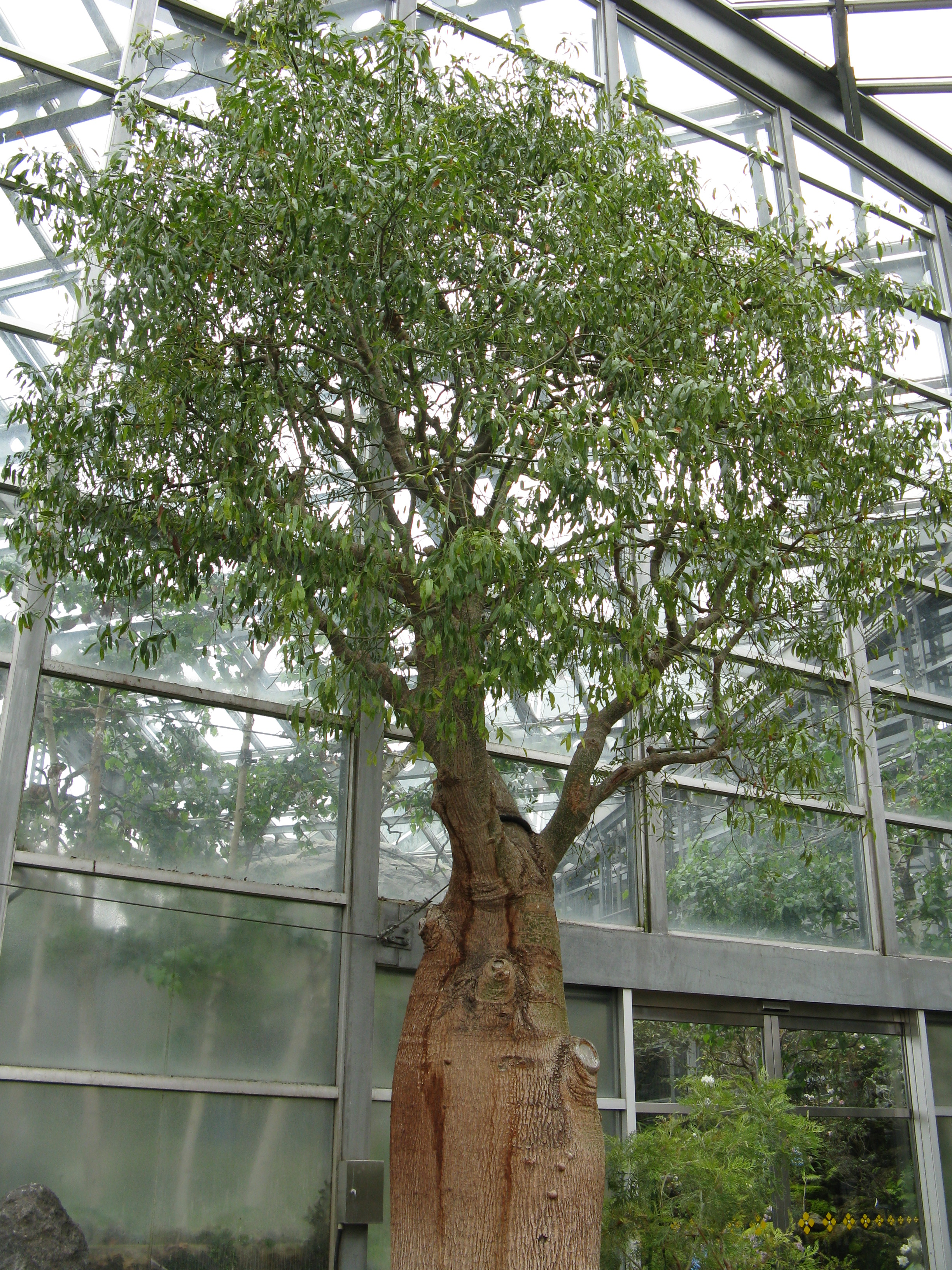
El árbol nativo de Australia Brachychiton rupestris.

El Sakuya Konohana Kan (Gran Invernadero) en su interior se encuentran 15,000 plantas de 2,600 diferentes especies, que proceden de varias zonas climáticas, de zonas mesetarias y montañosas, además de los trópicos y de las regiones árticas.
El invernadero está dividido en su interior en varias zonas frías o calientes: Zona húmeda tropical, zona de árboles y arbustos de flor, zona más seca de cactus y suculentas, zona de plantas alpinas, etc. 
Aquí se encuentran en la exposición permanente, las raras amapolas azules de los Himalayas y los lirios de agua del hemisferio sur Victoria regia. También hay una "Flower Expo" (Exposición Floral) estacional en el "Flower Hall" que es la parte central del "Sakuya Konohana Kan", que se puede usar para exposiciones especiales, en esta zona se pueden ver nuevas especies durante el tiempo de la exposición e incluso un tiempo después de su terminación.